# Arthur Goldberg

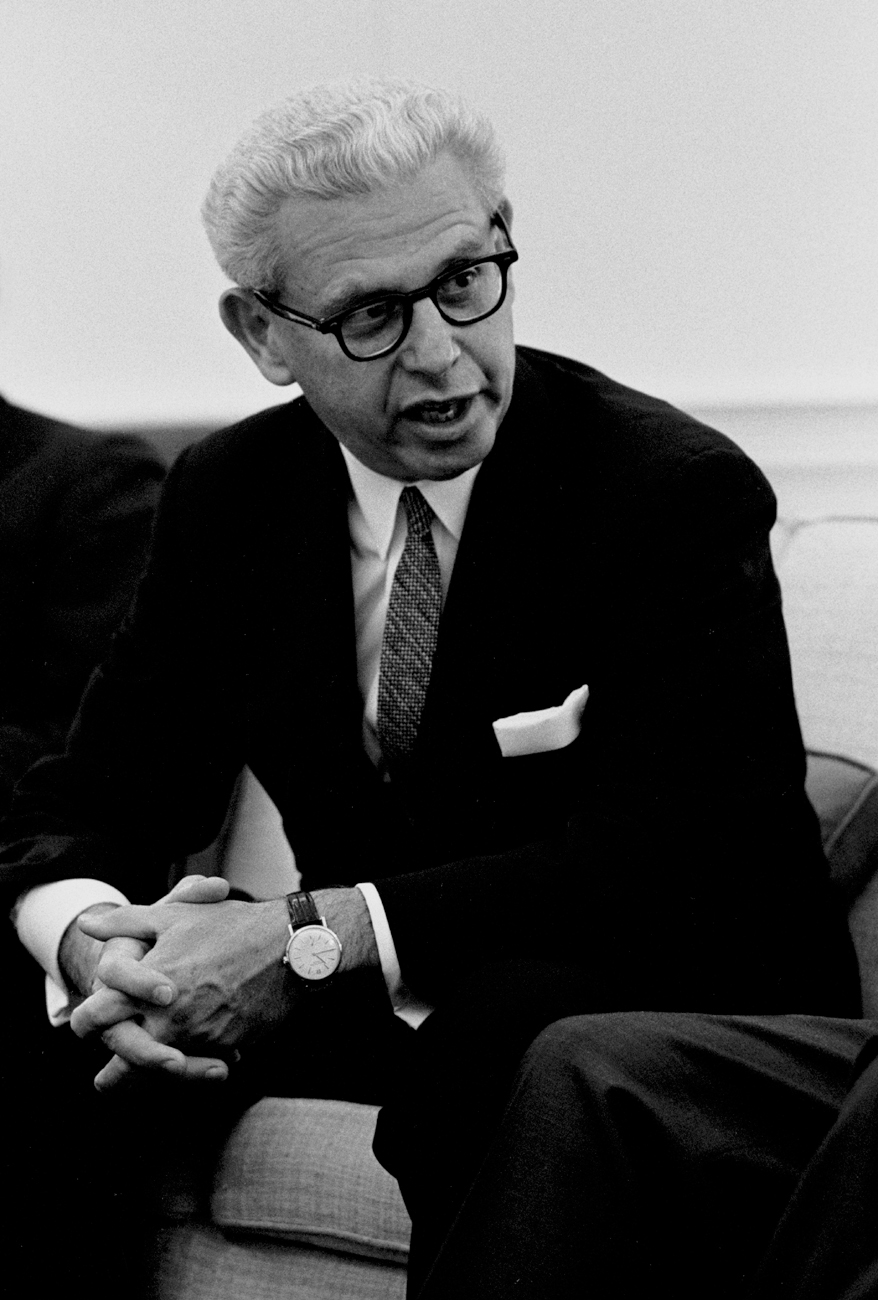
Arthur Goldberg (1965)

Arthur Joseph Goldberg (* 8. August 1908 in Chicago, Illinois; † um den 19. Januar 1990 in Washington, D.C.) war ein US-amerikanischer Politiker, Jurist und Diplomat.

## Biografie

### Minister und Richter am Supreme Court
Goldberg studierte die Rechtswissenschaften und wurde 1948 Rechtsberater (General Counsel) für Gewerkschaften wie die United Steelworkers sowie dem Gewerkschaftsdachverband Congress of Industrial Organizations (CIO). In dieser Funktion war er 1955 auch maßgeblich an der Wiedervereinigung des CIO mit der American Federation of Labor (AFL) zur American Federation of Labor and Congress of Industrial Organizations (AFL-CIO) beteiligt.

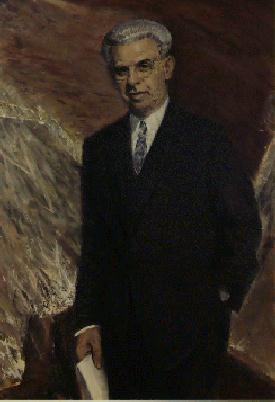
Porträt im Arbeitsministerium

Im Januar 1961 wurde er als Nachfolger von James P. Mitchell von US-Präsident John F. Kennedy zum Arbeitsminister in dessen Kabinett berufen. Bereits im September 1962 verließ er das Kabinett jedoch, nachdem er von Präsident Kennedy als Nachfolger von Felix Frankfurter zum Beigeordneten Richter (Associate Justice) an den Obersten Gerichtshof der Vereinigten Staaten nominiert worden war. Neuer Arbeitsminister wurde daraufhin W. Willard Wirtz.
Während seiner Tätigkeit als Richter am U.S. Supreme Court war Goldberg, der als liberal galt und durch seinen Aktivismus auffiel, unter anderem an den folgenden wichtigen Entscheidungen beteiligt:
- Escobedo v. Illinois (1964): Bei diesem Urteil war er Verfasser der Mehrheitsmeinung, der sich auch Chief Justice Earl Warren anschloss. Dabei führte er unter Berufung auf den 6. Zusatzartikel zur Verfassung der Vereinigten Staaten aus, dass die Verurteilung des Angeklagten in einem Mordprozess erfordere, dass der Angeklagte des Recht auf anwaltlichen Beistand nach seiner Verhaftung und bei polizeilichen Vernehmungen habe. Diese Entscheidung wurde zwei Jahre später durch die Entscheidung Miranda v. Arizona unter Hinweis auf den 5. Zusatzartikel noch erweitert, in dem Verdächtige in Strafsachen vor der polizeilichen Vernehmung auf ihr Recht, einen Anwalt heranzuziehen und ihr Recht, zu schweigen, hingewiesen werden müssen.
- Griswold v. Connecticut (1965): Dieses war ein bedeutendes Grundsatzurteil des Obersten Gerichtshofs der Vereinigten Staaten, in dem erklärt wurde, dass die Verfassung der Vereinigten Staaten das Recht auf Privatsphäre schützt. Anlass für das Urteil war ein Gesetz aus Connecticut, das die Verwendung von Mitteln zur Empfängnisverhütung verboten hatte. Eine Abstimmung mit 7 zu 2 Richterstimmen erklärte dieses Gesetz ungültig mit der Begründung, dass es das Recht auf „Privatsphäre in der Ehe“ verletzt. Goldberg, der sich der Mehrheitsmeinung zwar anschloss, formulierte dabei eine teilweise abweichende Meinung.

1964 wurde Goldberg in die American Academy of Arts and Sciences gewählt.

### Botschafter

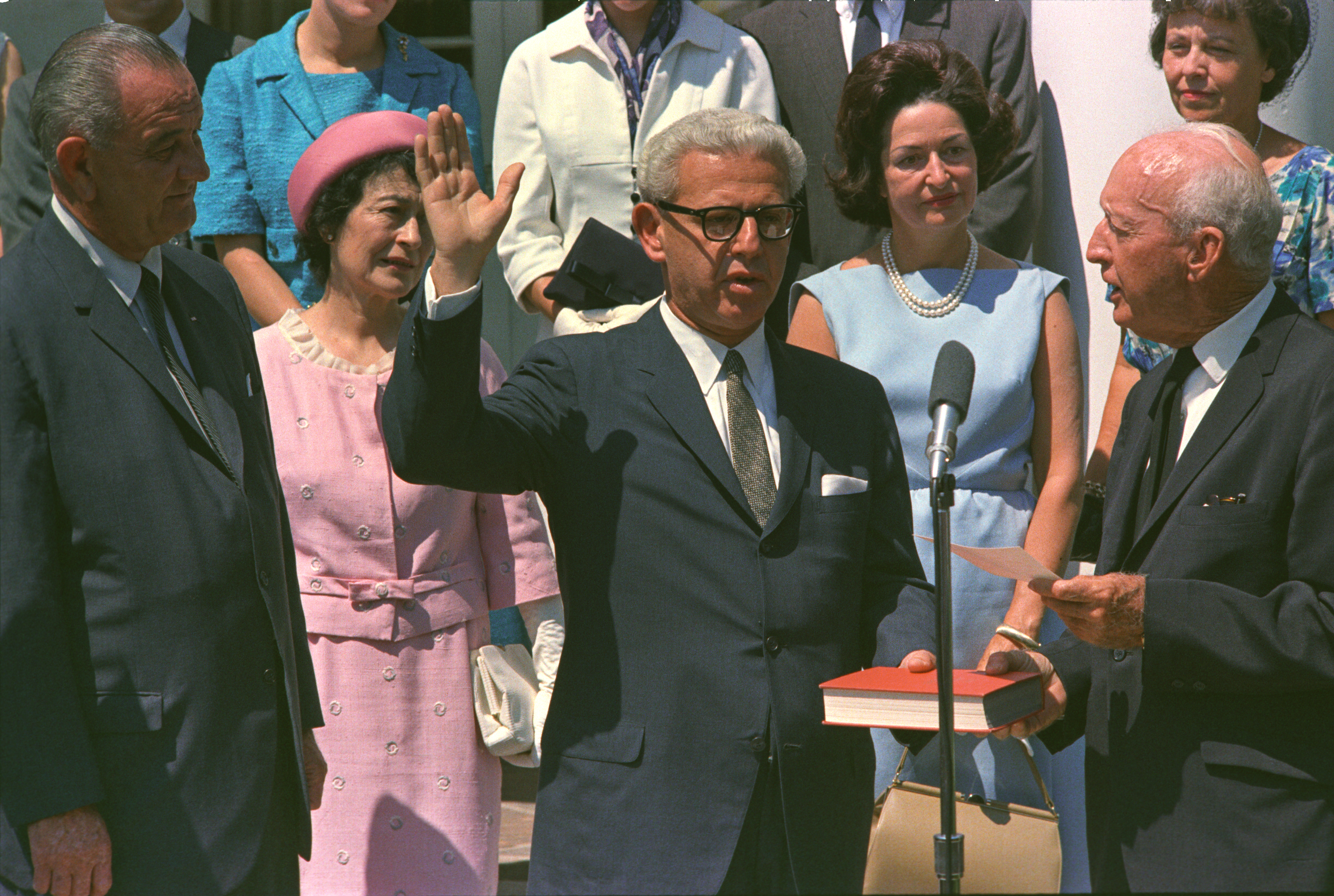
Goldberg bei seiner Vereidigung zum UN-Botschafter 1965

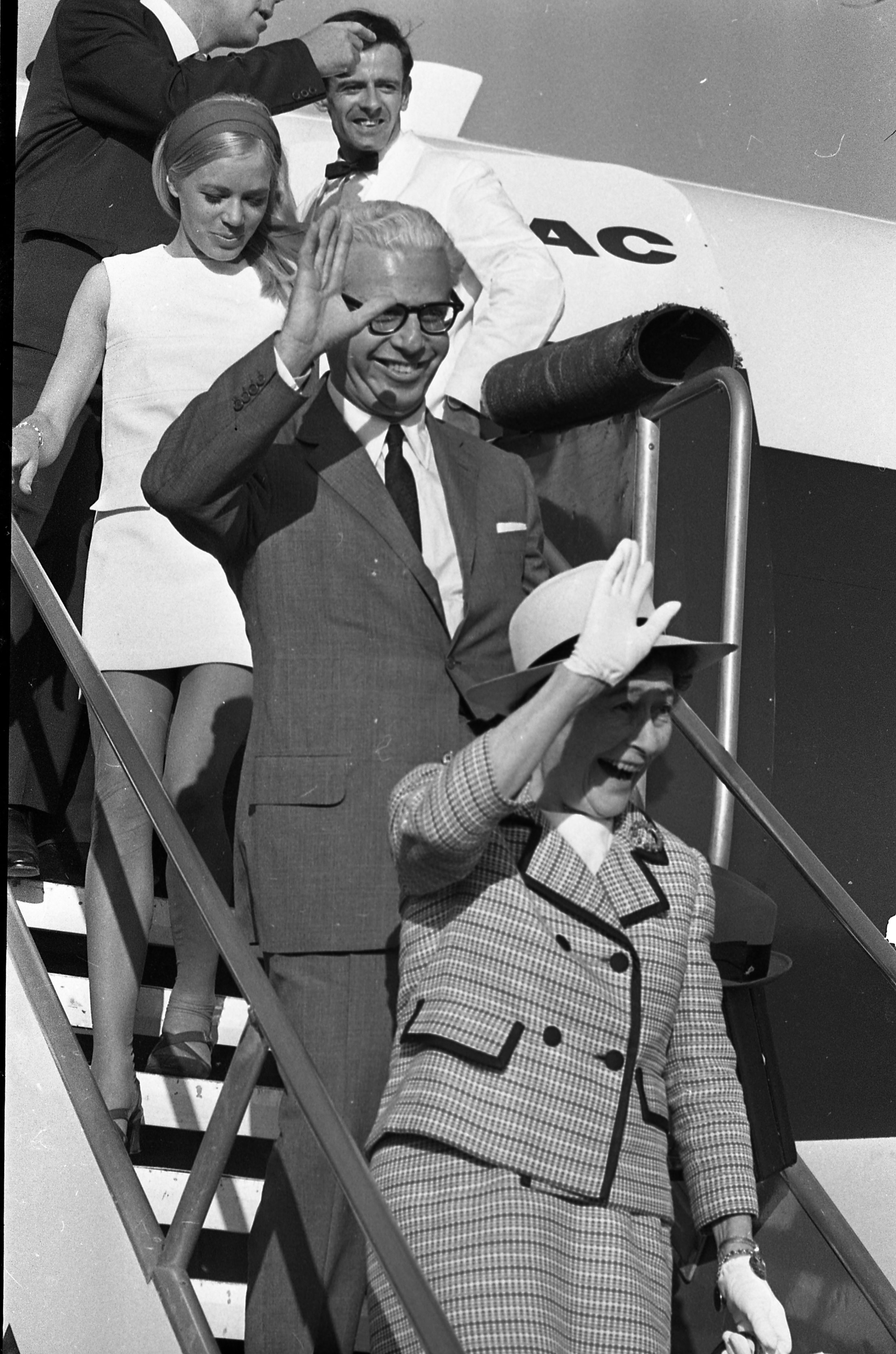
Goldberg, Israel, 1969

1965 wurde Goldberg, der als erfahrener Verhandlungsführer galt, von Präsident Lyndon B. Johnson dazu gedrängt, vom Amt des Beisitzenden Richters zurückzutreten, um als Nachfolger des verstorbenen Adlai E. Stevenson Botschafter der USA bei den Vereinten Nationen in New York City zu werden. Er nahm dieses Amt zwar an, bemerkte jedoch hinter vorgehaltener Hand:
"I would rather the President had not asked me to undertake this duty." (Es wäre mir lieber gewesen, wenn der Präsident mich nicht zur Übernahme dieses Amtes gebeten hätte.)
Er hatte maßgeblichen Einfluss auf die Verabschiedung der Resolution 242 des UN-Sicherheitsrates am 22. November 1967, in der der Rückzug Israels „aus den besetzten Gebieten, die während des jüngsten Konfliktes besetzt wurden“ im Gegenzug für eine Anerkennung Israels und die Respektierung seiner Sicherheit „frei von Bedrohung und Gewalt“ gefordert wurde. Dabei handelte es sich um einen Meilenstein in den diplomatischen Friedensbemühungen im Nahen Osten.
Allerdings trat er trotzdem vom Amt des Botschafters bei der UNO 1968 frustriert zurück, da es ihm nicht gelang, die Vereinten Nationen in die Beendigung des Vietnamkrieges einzubinden, und wurde von George Wildman Ball abgelöst.
1970 kandidierte er für das Amt des Gouverneurs von New York, unterlag dabei jedoch dem republikanischen Amtsinhaber Nelson Rockefeller. Zuletzt wurde er 1977 von Präsident Jimmy Carter zum Sonderbotschafter ernannt und war während seiner Tätigkeit bis 1978 auch Leiter der US-Delegation bei der ersten Folgekonferenz zur 1975 unterzeichneten Schlussakte von Helsinki.
Nach seinem Tode wurde er auf dem Nationalfriedhof Arlington beigesetzt.

## Veröffentlichungen
- Aptheker V. Secretary of State, 378 U. S. 500, E-Book ISBN 978-1-102-10016-4

## Hintergrundliteratur
- Stebenne, David L.: "Arthur J. Goldberg: New Deal Liberal", 1996, New York, Oxford University Press